# ۷۵۰ (خورشیدی)
۷۵۰ هفتصد و پنجاهمین سال هجری خورشیدی است.